# ORP Krakowiak (1918)
Pour les autres navires du même nom, voir ORP Krakowiak.
L'ORP Krakowiak était un torpilleur de la marine polonaise, l’un des premiers navires de cette marine, ancien A 64 allemand.

## Historique
Il a été lancé le 30 mars 1918 au chantier naval allemand AG Vulcan Stettin, et a été mis en service le 8 août 1918 dans la marine impériale allemande.
En 1919, il a été attribué à la Pologne par le Conseil des ambassadeurs dans le cadre de la répartition de la flotte allemande, avec ses navires-jumeaux, l’ORP Podhalanin et l’ORP Ślązak, l’ORP Kujawiak similaire, et deux autres torpilleurs (les ORP Mazur et ORP Kaszub). Après des réparations à Rosyth, au Royaume-Uni, il arrive en Pologne le 28 septembre 1921. Le 15 octobre, il est incorporé à l’escadrille de torpilleurs. Après des tests d’acceptation, en décembre 1921, il commença son service dans la marine polonaise.
Les navires ont été remis à la Pologne sans armement et ils ont d’abord été armés de canons de 47 mm en service polonais. À partir de 1924, ont été montés des canons de 75 mm français et des tubes lance-torpilles doubles de 450 mm. Le Krakowiak a participé à des visites de navires polonais à l'étranger, comme en juin 1923 au Liban et à Riga, en 1929 à Copenhague. Sur le chemin de ce port, le navire a eu une grave défaillance : la chaîne de direction est tombée du tambour et le Krakowiak n’avait plus de gouvernail dans la tempête.
L’ORP Krakowiak a été retiré du service actif le 27 octobre 1936 et retiré de la liste de la marine polonaise. Il a probablement été ferraillé en 1938.